# Meskenwier
Meskenwier is een buurtschap in de gemeente Heerenveen, in de Nederlandse provincie Friesland. Het ligt noordwestelijk van Akkrum, waar het formeel ook onder valt.
Tot Meskenwier wordt vaak niet alleen de bewoning aan de gelijknamige weg maar ook de bewoning aan de Ljouwerterdyk net buiten de dorpskern van Akkrum, gerekend. In het noorden gaat het over in de buurtschap Oude Schouw. Aan de zijweg Jinshuzen die naar Terhorne loopt, ligt de buurtschap Henshuizen met halverwege de boerderij Healwei.
De plaatsnaam is ook terug te vinden als veldnaam, voor het gebied van Terhorne aan de andere kant van de sloot Henhuisterdeel, de Meskenwiersterveld.
Dorpen: Akkrum · Bontebok · De Knipe · Gersloot · Gersloot-Polder · Haskerdijken · Heerenveen · Hoornsterzwaag · Jubbega · Katlijk · Luinjeberd · Mildam · Nes · Nieuwebrug · Nieuwehorne · Nieuweschoot · Oldeboorn · Oranjewoud · Oudehorne · Oudeschoot · Terband · Tjalleberd

Buurtschappen: Anneburen · Birstum · Brongerga · Henshuizen · Meskenwier · Oosterboorn · Oude Schouw (deels) · Pean · Poppenhuizen · Schurega · Sorremorre · Spitsendijk · Sythuizen · Warniahuizen · Welgelegen (deels)

Friesland: Steden en dorpen      Nederland: Provincies · Gemeenten